# Forensisme

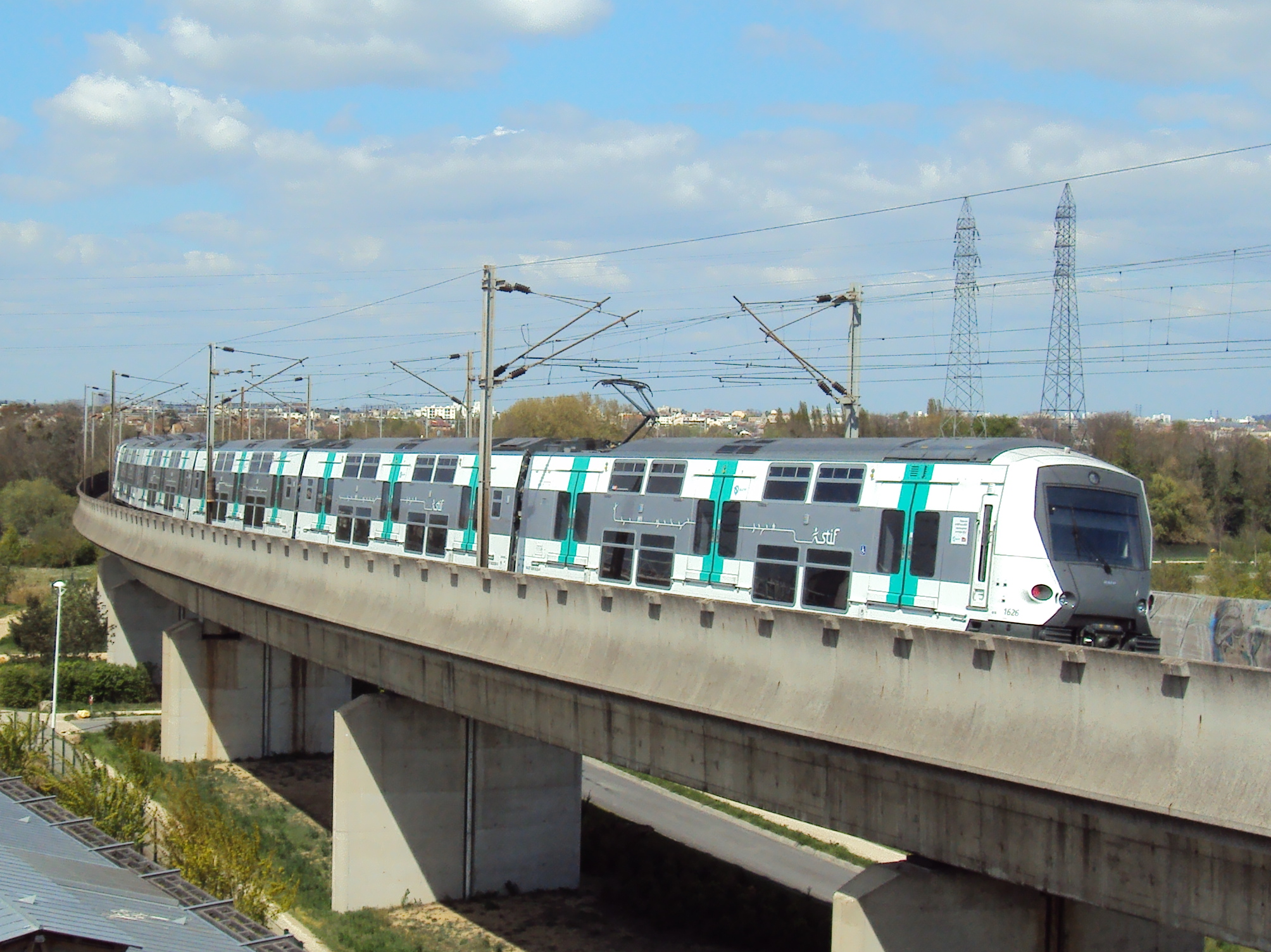
Voor forensentreinen worden vaak dubbeldekstreinen gebruikt, zoals deze MI 09 bij Nanterre.

Forensisme of pendelen is het proces van het heen en weer reizen tussen de woongemeente en de werkgemeente. Een forens of pendelaar is een persoon die dit uitoefent. Forensisme is een van de grote oorzaken voor het ontstaan van files, vooral in de spits. 

## Verwante termen
- Forensenverkeer, pendelverkeer of woon-werkverkeer is al het verkeer dat tussen woning en werk pendelt.
- Een forensentrein of pendeltrein is een pendeldienst die bedoeld is voor het forensenverkeer.
- Een forensenstad of slaapstad is een stad waar veel forensen wonen.
- Een forensengemeente is een gemeente waar een aanzienlijk deel van de beroepsbevolking in een andere gemeente een betrekking heeft. Hiervoor wordt wel als maatstaf gehanteerd dat ten minste dertig procent van de beroepsbevolking elders werkzaam is, daarbij aangetekend dat meer dan vijftig procent van deze forenzen niet in de woongemeente is geboren, en dat nog geen twintig procent van de beroepsbevolking in de landbouw een betrekking heeft.[1]
- Een forensengebied, of forensenwoonzone, is het gebied rond de voorsteden van een stad waar 15% van de werkende bevolking in die bepaalde stad werkt. In België leidt de aantrek van het stedelijk gebied van Brussel tot pendelen vanuit zes van de tien provincies.
- Een grensforens of grenspendelaar is iemand die in het ene land woont en in het andere land werkt en daarvoor regelmatig de landsgrens moet overschrijden.

## Etymologie
Het woord forens komt van het Latijnse forenses het meervoud van forensis, met de betekenis: dat wat tot het forum (markt, bestuurlijk centrum) behoort. Het woord was oorspronkelijk de benaming voor de met name Duitse marktlui, die van buiten de stad kwamen. De benaming werd in Amsterdam overgenomen toen men ertoe wilde overgaan, om hen die in de stad werkten, maar er niet woonden, te gaan belasten.